# Brumal
Pour plus de détails, voir Fiche technique et Distribution.
Brumal est un film espagnol réalisé par Cristina Andreu, sorti en 1989.

## Synopsis
Adriana et sa mère quittent Brumal alors qu'elle est enfant. À l'âge de 35 ans, elle revient dans la ville.

## Fiche technique
- Titre : Brumal
- Réalisation : Cristina Andreu
- Scénario : Cristina Andreu et Cristina Fernández Cubas d'après son roman
- Photographie : Juan Molina Temboury
- Montage : Pablo G. del Amo
- Production : Nacho Soriano
- Pays :  Espagne
- Genre : Drame
- Durée : 86 minutes
- Dates de sortie : 
  -  Espagne : 11 novembre 1989

## Distribution
- Lucia Bosè : la mère d'Adriana
- Paola Dominguín : Adriana Lamurta
- Barbara Lluch : Adriana enfant
- José Coronado : le faux prêtre de Brumal
- Santiago Ramos : Félix
- Kiti Mánver : Laura
- Montserrat Salvador : tante Rebeca
- Manuel de Blas : le père d'Adriana
- Lourdes Ferriol : Ana

## Distinctions
Le film a été nommé pour le prix Goya du meilleur nouveau réalisateur.